# 鮑塔
鮑塔（西班牙語：Bauta）是古巴阿爾特米薩省（2010年前属哈瓦那省）的城市，距離古巴首都哈瓦那40公里。鮑塔面積157平方公里，海拔高度75米，2004年人口共45509人，人口密度為每平方公里290人。

## 对外交流
- 法國 萨朗（合作交流）

## 外部連結
维基共享资源上的相關多媒體資源：鮑塔